# Walter Deverell
Walter Deverell (1. října 1827, Charlottesville, Virginie – 2. února 1854, Londýn, Anglie) byl anglický malíř a umělec, který se narodil v anglické rodině ve Spojených státech amerických. Když byly Walterovi dva roky, rodina se přestěhovala zpět do Británie. Je umělecky spojován s Prerafaelity.

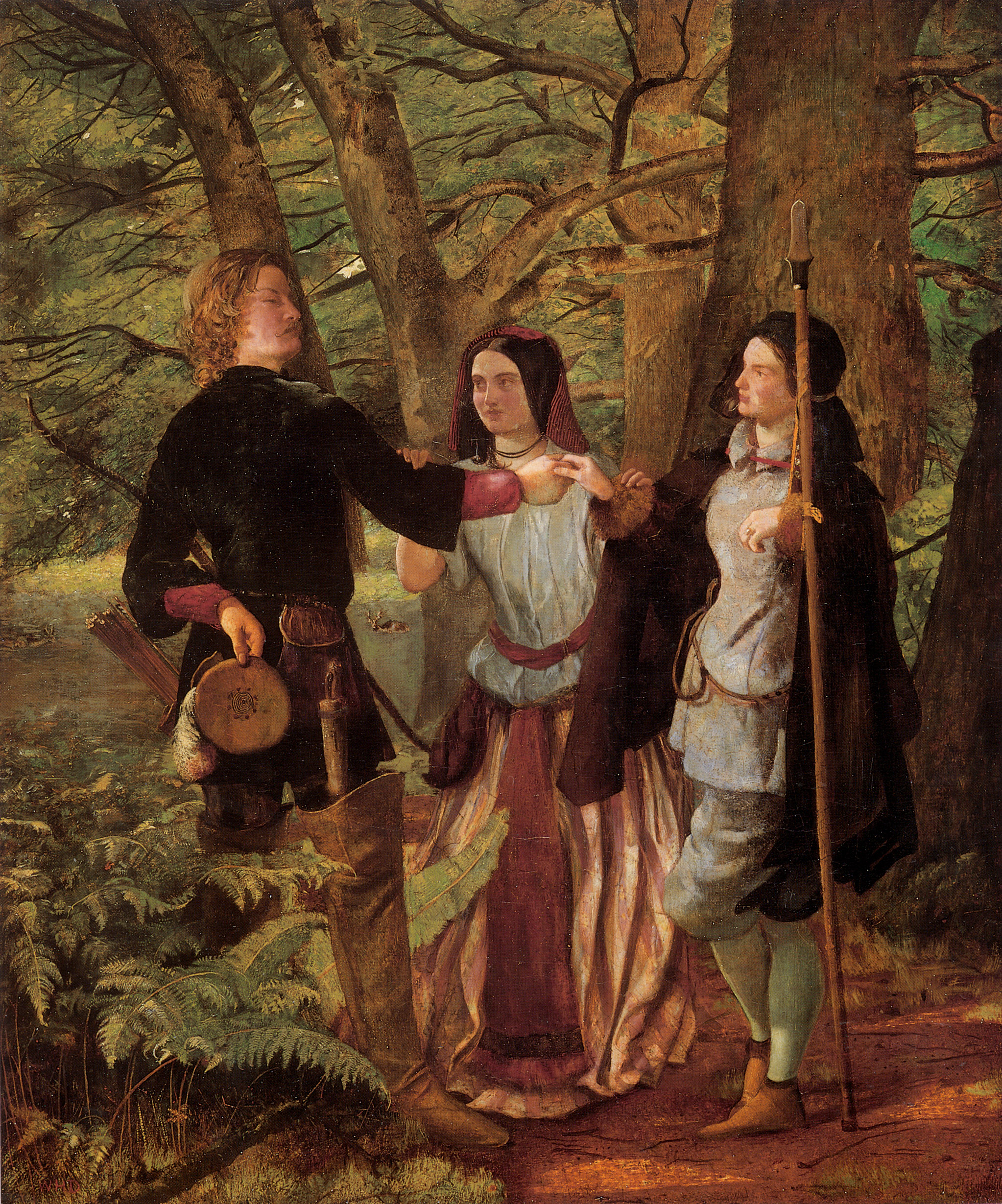
Deverellův návrh scény k Shakespearově hře Jak se vám líbí

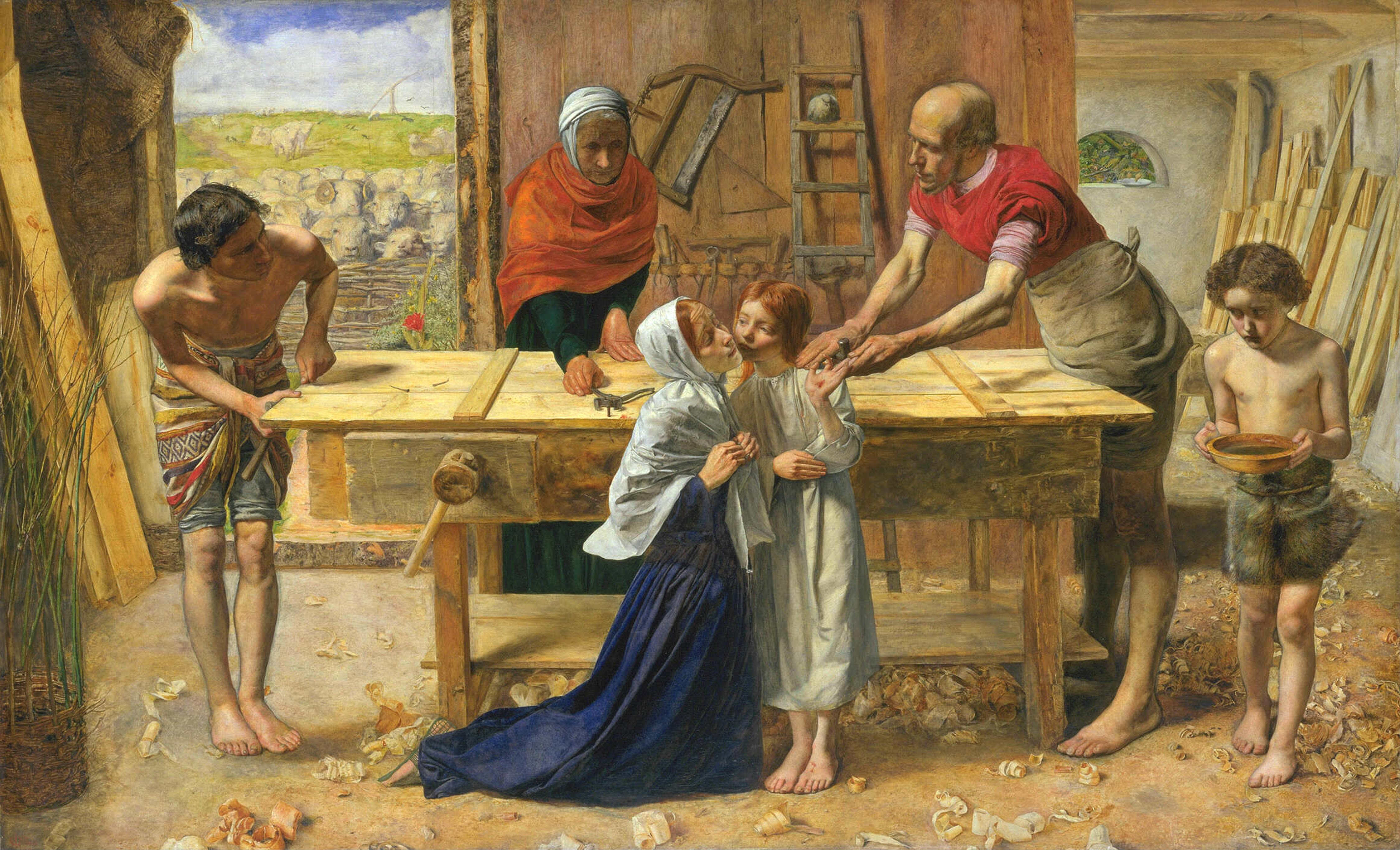
Kristus v domě svých rodičů

## Životopis
Walter Deverell vystudoval umění na Royal Academy. Na akademii se setkal s Dantem Gabrielem Rossettim. Od roku 1851 s ním sdílel ateliér. Prerafaelité byli založeni v roce 1848 a pod Rossettiho vlivem začala Deverellova práce ukazovat vliv této umělecké skupiny, přičemž si stále zachovávala rysy charakteristické pro jeho dřívější žánrové obrazy ovlivněné malířem Charlesem Robertem Lesliem.
Byl to Deverell, kdo „objevil“ Elizabeth Siddallovou, nejznámější modelku Prerafaelitů. Elizabeth ho velmi přitahovala, ona se však později provdala za Rossettiho. Po odchodu Jamese Collinsona ze skupiny Rossettiho asistent Henry Treffry Dunn doporučil Rossettimu Deverela jako asistenta. Collinson byl oddaným křesťanem, nejprve vyznával anglikánskou víru, ale později se obrátil ke katolicismu. Po zveřejnění obrazu Johna Everetta Millaise Kristus v domě svých rodičů (Christ in the House of His Parents) byl Millais obviněn z rouhání a Collinson, který věřil, že obraz znevažuje křesťanské náboženství ukončil spolupráci s Prerafaelity. Tehdy Rossetti uvažoval, že by Collinsona mohl nahradit Deverell, ale nikdy k tomu nedošlo.
Deverell dokončil jen velmi málo důležitých prací a před svou smrtí vystavil pouze čtyři obrazy. Zemřel na Brightovu nemoc ve dvaceti sedmi letech. Žil v Kew, nyní část Londýna, kde vytvořl jeden ze svých obrazů A Pet.